# Johann Peter Müller (Theologe, 1709)
Johann Peter Müller (* 25. Dezember 1709; † 25. September 1796) war ein Pfälzer Täufer, der aus Alsenborn auswanderte und im Kloster Ephrata in Pennsylvania Bedeutung als Theologe gewann.

## Leben
Johann Peter Müller war der Sohn des reformierten Pfarrers Johannes Müller, der von 1707 bis 1714 Pfarrer in Zweikirchen-Rothselberg und in Wolfstein war. Während sein Vater von 1714 bis 1726 Pfarrer in Alsenborn  war, immatrikulierte sich Johann Peter an der Universität Heidelberg als Johannes Petrus Mullemus, Altzbornensis. Nach Studienabschluss erhielt er die Erlaubnis zu predigen, er durfte jedoch noch nicht taufen, weil er offenbar noch nicht ordiniert war.
Im Jahr 1730 fuhr er auf dem Schiff „Thistle of Glasgow, Colin Dun-Iap, Master“ von Rotterdam aus über Dover nach Philadelphia. Müller war einer von etwa 260 Pfälzern auf dem Schiff. Am Tag nach der Ankunft mussten die Neuankömmlinge ihrer neuen Obrigkeit den Treueid schwören und ihren bisherigen Herren abschwören (Declaration of Fidelity and Abjuration).
Kurze Zeit nach seiner Ankunft wurde Johann Peter Müller (jetzt: John Peter Miller) von den Reformierten in Philadelphia, Germantown  und von einem Teil der mit ihrem Pfarrer unzufriedenen Gemeinde in Skippak (Schipbach) gebeten, die Pfarrstelle zu übernehmen.
Um ordiniert werden zu können, hatte er eine in lateinischer Sprache abgefasste Rechtfertigung zu schreiben und eine Predigt zu halten. Vor allem seine Lateinkenntnisse fanden Anerkennung. In einem Brief seiner Prüfer heißt es:

“He is an extraordinary person for sense and learning. We gave him a question to discuss about justification, and he has answered it in a whole sheet of paper, in very notable manner. His name is John Peter Müller, and he speaks Latin as we do our vernacular tongue.”

„Er ist eine außergewöhnliche Persönlichkeit was Wissen und Kenntnisse anbelangt. Wir ließen ihn als Prüfungsfrage die Rechtfertigung erörtern, und er hat sie in sehr bemerkenswerter Weise auf einem einzigen Blatt Papier beantwortet. Er heißt John Peter Miller und spricht Latein so fließend wie wir unsere Muttersprache.“

Am 20. November 1730 wurde Johann Peter Müller von den drei presbyterianischen Pfarrern, die ihn geprüft hatten, in Philadelphia ordiniert.
Müller pries die Freiheit in Amerika, die es den Gemeinden erlaube, ihre Prediger selber zu wählen. Christen seien frei und hätten niemanden als Christus über sich.
In Germantown wandte Müller sich den Täufern zu.
Spektakulär war die Bücherverbrennung, die Müller veranstaltete. Verbrannt wurde der Heidelberger Katechismus und der Lutherische Katechismus, die Auslegung der Psalmen Davids, das „Paradiesgärtlein“ und die „Übung der Gerechtigkeit“.